# 小行星8923
小行星8923（英語：8923 Yamakawa）是一颗围绕太阳公转的小行星。1996年11月30日，小林隆男在大泉天文台发现了此天体。
这颗小行星的绝对星等为332.2996777822701等。